# Золота жар-птиця
«Золота жар-птиця» — українська національна музична премія.

## Історія
Премія заснована 1996 року компанією «Таврійські ігри» яка стала першою шоу-бізнесовою премією України. Переможців визначали найавторитетніші експерти з усієї країни. Головні музичні нагороди країни вручали на фестивалі «Таврійські ігри» в Каховці. А 1999 року церемонія нагородження відбулася у київському палаці мистецтв «Україна». У 2005 році премія  остаточно припинила своє існування.
14 березня 2018 року на офіційній прес-конференції телеканал М2 та компанія «Таврійські ігри» анонсували повернення національної музичної премії. 19 травня 2018 року у Палаці «Україна» відбулася дев'ята церемонія нагородження національної музичної премії «Золота жар-птиця», яка супроводжувалася музичним шоу за участі українських виконавців.
Національна музична премія «Золота Жар-птиця» від телеканалу М2 спрямована на визначення видатних досягнень в музичній індустрії та вручення нагород за вклад у вітчизняний шоу-бізнес. Нагороди у вигляді пера золотої жар-птиці отримують переможці у таких номінаціях: співак року, співачка року, поп-гурт, рок-гурт, хіт року, кліп року, нові імена, балада року, прорив року, народний хіт, денс-хіт, інді.
Визначення переможців відбувається у два етапи. До кожної номінації потрапляє 5 артистів, чиї кліпи отримали найвищі рейтинги в ефірі телеканалу М2 за рік. Далі список номінантів потрапляє до експертного журі, які шляхом індивідуального голосування і визначають переможців. До складу журі входять радіо та телепродюсери та відомі персони українського шоубізу. Церемонія нагородження національної музичної премії «Золота Жар-птиця» від телеканалу М2 зазвичай супроводжується музичним шоу за участю українських артистів першого ешелону.

## Список церемоній
| Рік  | Дата                | Назва                                               | Хіт / Пісня року                                | Співак року                                     | Співачка року                                   |
| ---- | ------------------- | --------------------------------------------------- | ----------------------------------------------- | ----------------------------------------------- | ----------------------------------------------- |
| 1996 | точна дата невідома | Премія «Золота жар-птиця» (1-ша церемонія вручення) | «Ти мій» — Ірина Білик                          | Олександр Пономарьов                            | Ірина Білик                                     |
| 1997 | 3 липня             | Премія «Золота жар-птиця» (2-га церемонія вручення) | «Весна» — Воплі Відоплясова                     | Олександр Пономарьов                            | Ірина Білик                                     |
| 1998 | 16 грудня           | Премія «Золота жар-птиця» (3-тя церемонія вручення) | «Світанок» — Руслана                            | Олександр Пономарьов                            | Ірина Білик                                     |
| 1999 | 21 грудня           | Премія «Золота жар-птиця» (4-та церемонія вручення) | «Місяць» — Наталія Могилевська                  | Олександр Пономарьов                            | Наталія Могилевська                             |
| 2001 | 18 липня            | Премія «Золота жар-птиця» (5-та церемонія вручення) | «Попытка № 5» — ВІА Гра                         | Олександр Пономарьов                            | Наталія Могилевська                             |
| 2002 | 28 червня           | Премія «Золота жар-птиця» (6-та церемонія вручення) | «911», «Друг» — Океан Ельзи                     | Олександр Пономарьов                            | Ані Лорак                                       |
| 2004 | точна дата невідома | Премія «Золота жар-птиця» (2004)                    | Телеканал M1 вручав премію у форматі хіт-параду | Телеканал M1 вручав премію у форматі хіт-параду | Телеканал M1 вручав премію у форматі хіт-параду |
| 2005 | 10 березня          | Премія «Золота жар-птиця» (2005)                    | Телеканал M1 вручав премію у форматі хіт-параду | Телеканал M1 вручав премію у форматі хіт-параду | Телеканал M1 вручав премію у форматі хіт-параду |
| 2018 | 19 травня           | Премія «Золота жар-птиця» (7-ма церемонія вручення) | «Калина» — Alyosha                              | Олег Винник                                     | Tayanna                                         |
| 2019 | 18 квітня           | Премія «Золота жар-птиця» (8-ма церемонія вручення) | «Плакала» — KAZKA                               | Сергій Бабкін                                   | Злата Огнєвіч                                   |
| 2020 | 31 травня           | Премія «Золота жар-птиця» (9-та церемонія вручення) | «Дим» — Время и Стекло                          | Олег Винник                                     | NK                                              |

## Найбільш номіновані та премійовані артистів
У 2018 році більше всього нагород (по 2) здобули TAYANNA та Олег Винник.
У 2019 році найбільше виграли нагород Злата Огнєвіч і «KAZKA» — по дві статуетки.
У 2020 році найбільше номінацій отримала NK (4 категорії), по 3 номінації у гуртів «The Hardkiss» та «Время и Стекло», а також у співачок Мішель Андраде та Тіни Кароль. Найбільше нагород виграв гурт «Время и Стекло», вони виграли у номінаціях: гурт року, хіт року та dance-хіт.
Загально, найбільшу кількість номінацій, станом на 2020 рік, мають Злата Огнєвіч (8), Alyosha (8), Антитіла (7) і The Hardkiss (7).
Учасники за кількістю номінацій (з 2018 по 2020 рік)
8 номінацій
- Злата Огнєвіч
- Alyosha

7 номінацій
- Антитіла
- The Hardkiss

6 номінацій
- Олег Винник
- NK
- KAZKA
- Kadnay
- Андріана

5 номінацій
- Олександр Пономарьов
- Без обмежень
- Воплі Відоплясова
- Оля Цибульська
- Ірина Федишин
- Андрій Kishe

## Виступи
| Рік  | Виконавець |
| ---- | --- |
| 2018 | TAYANNA The Hardkiss TamerlanAlena MONATIK Олександр Пономарьов Без обмежень Sonya Kay Наталка Карпа СКАЙ Kadnay NK Alyosha Ірина Федишин Mozgi Время и Стекло Michelle Andrade |
| 2019 | The Hardkiss KAZKA Jamala Сергій Бабкін Alyosha Воплі Відоплясова Злата Огнєвіч Pianoбой Без обмежень Tarabarova Андріана Олександр Пономарьов Тіна Кароль та інші              |